# 安芸高田市議会
安芸高田市議会（あきたかたしぎかい）は、広島県安芸高田市に設置されている地方議会である。

## 概要
- 定数：16人
- 任期：2024年12月1日 - 2028年11月30日[2][3]
- 選挙区：市全体を1選挙区とする大選挙区制（単記非移譲式）
- 議長：石飛慶久（無所属）（2024年12月3日 - ）[4]
- 副議長：秋田雅朝（無所属）（2024年12月3日 - ）[4]
慣例で2年交代としている[4]。
- 安芸高田市議会事務局：安芸高田市役所本庁第2庁舎3階[5]

## 会派
2024年12月現在
| 会派名 | 議席数 | 議員名 |
| ------ | ------ | --- |
| 無所属 | 16     | 熊高昌三（7期目） 秋田雅朝（7期目、副議長） 金行哲昭（7期目） 宍戸邦夫（6期目、元・議長） 児玉史則（5期目） 大下正幸（5期目、元・議長） 石飛慶久（5期目、議長） 山根温子（5期目） 新田和明（3期目） 小松かすみ（2期目） 山本数博（2期目） 南沢克彦（2期目） 浅枝くみ子（1期目） 熊高慎二（1期目） 佐々木智之（1期目） 益田一磨（1期目） |
| 計     | 16     | |

## 党派
（2024年11月17日現在）
- 公明党1人
- 無所属15人

## 委員会
（2024年7月8日現在）

### 常任委員会
- 総務文教常任委員会（定数8人）
- 産業厚生常任委員会（定数8人）
- 予算決算常任委員会（定数15人）
- 議会運営委員会（定数6人）

### 特別委員会
- 議会広報特別委員会（定数6人）

## 議員報酬と諸手当
- 月額[14]
  - 議長：月額 410,000円
  - 副議長：月額 355,000円
  - 議員：月額 325,000円
- 期末手当：6月1日及び12月1日（基準日）[15]
- 政務活動費：議員一人あたり年額36万円（月額3万円）を、申請した議員に対して交付[16][17]。

## 議会だより
- あきたかた議会だより（発行者：安芸高田市議会 / 編集：安芸高田市議会広報特別委員会（一般質問のページは質問した議員が自ら原稿を作成している[18]））5月・8月・11月・2月 発行[19]
  - 2004年4月20日 創刊号 発行[20]。
  - 2005年8月の第6号から1日発行[21]。
  - 2015年2月の第44号から15日発行[22]。

## 議員定数
- 2004年（平成16年）3月：73人（※高田郡全域の吉田町、八千代町、美土里町、高宮町、甲田町、向原町の6町が合併。）
- 2004年（平成16年）11月21日執行市議選から 22人
- 2008年（平成20年）11月16日執行市議選から 20人
- 2012年（平成24年）11月18日執行市議選から 18人
- 2020年（令和2年）11月15日執行市議選から 16人

## 歴代議長
任期4年。
1. 崎岡典男（向原会派）※初代議長
2. 松浦利貞（八千代会派）
3. 藤井昌之（公明党）
4. 塚本近（新政会）※任期途中の2014年11月28日に議長辞任。
5. 山本優（のちに清志会）※2014年11月28日から塚本議長辞任による残任期を務めるも、任期途中の2016年7月11日議員辞職[23]。
6. 藤井昌之（公明党）※山本優議員辞職により2016年7月19日から残任期を務めた。
7. 先川和幸（のちに清志会）※河井事件により、2020年7月3日に議長を辞任し[24]、同年7月17日に議員辞職[25]。
8. 山本優（のちに清志会）※河井事件で先川議長辞任により2020年7月3日から残任期間を務めた。
9. 宍戸邦夫（清志会（結成時の議長））※任期途中の2022年11月22日に議長辞任。
10. 大下正幸（清志会）※2022年11月22日より宍戸議長辞任による残任期を務めた。
11. 石飛慶久（無所属）※2024年12月3日就任。

## 沿革
2004年
- 3月1日から4月18日まで旧美土里町長の織田邦夫が市長職務執行者を務めた[26]。合併した6町長の中から協議の中で決定された[26]。
- 3月9日 - 安芸高田市議会初の議会、第1回臨時会を議員73人で開き、初代議長に崎岡典男（旧向原町）を選出。
- 4月18日 - 児玉更太郎（旧高宮町長）が初代市長に就任（無投票当選）。

2008年
- 4月18日 - 浜田一義（旧吉田町長）が第2代市長に就任。増元正信（元・副市長）、熊高昌三（前・市議）との三つ巴を制した。以降、浜田市長は3選し任期満了の2020年4月17日までの12年間市長を務め政界を引退した。

2012年
- 4月1日 - 浜田市長が無投票再選し2選。

2016年
- 2016年4月10日投開票の市長選で、浜田市長が山根温子（元・市議）、有田清士（会社社長）との三つ巴を制した。投票率58.35%。475票差という僅差で山根を下し3選。
- 7月11日 - 山本優議長が一身上の都合で辞職願を提出し受理され、議員辞職した[23]。山本優は4か月後の11月13日投開票の市議選に出馬し678票（得票率約3.96%）で、定数18人中16位で当選した。
- 7月19日 - 議員辞職した山本優議長の後任に公明党の藤井昌之議員が議長に選出され残任期を務めた。

2018年
- 3月19日 - YouTube安芸高田市議会公式チャンネル、開設[27]。

2019年
- 10月30日以降、河井案里・克行議員夫妻の公職選挙法違反疑惑が報じられ、翌10月31日に河井克行は第101代法務大臣を辞任した。

2020年
- 1月14日 - 玉重輝吉市議が、同年4月12日実施の広島県議補選に立候補するため辞職[28]（後の同年4月12日、一騎打ちした熊高慎二（元会社員）を下し当選し県議に転身した[29]）。
- 4月5日 - 安芸高田市長選挙が告示される。前・広島県議（第109代広島県議会副議長）の児玉浩以外に立候補者が現れず、無投票当選した[30]。
- 4月12日 - 玉重の辞職に伴う市議補を実施。新人3人が立候補し、武岡隆文（元・安芸高田市役所職員 部長級）2位の山本数博（7か月後の11月15日市議選初当選）を463票差で下し三つ巴を制し当選した。
- 4月18日 - 初代市長児玉更太郎の実子、児玉浩が第3代市長に就任（無投票当選）。
- 4月26日 - 前・市長浜田が河井案里参院議員陣営公職選挙法違反事件による公選法違反容疑で広島地方検察庁から家宅捜索と任意聴収を受けた[31]。浜田は河井議員夫妻から現金を受け取っていないと否定[31]。
- 6月9日 - 任期がこの日で満了となる副市長の竹本峰昭の再任を6月10日付で可決した[32]。また、議案第45号「安芸高田市副市長定数条例の一部を改正する条例」を6月12日に開かれる市議会総務企画常任委員会に付託した[32]。
- 6月12日 - 市議会総務企画常任委員会（宍戸邦夫委員長）は付託された議案第45号「安芸高田市副市長定数条例の一部を改正する条例」を、児玉浩市長、竹本副市長、及び、関係部局の部課長等の出席のもと慎重に審査を行い、委員会は原案可決した[33]。
- 6月18日 - 前年の参院選をめぐり、広島県内の地方議員や首長ら94人に投票や票の取りまとめを依頼し計約2,570万円の報酬を渡したとして、当選者の河井案里参議院議員と夫の河井克行衆議院議員が逮捕された[34]。
- 6月24日、児玉浩市長は、河井案里陣営の河井克行から2回にわたって現金計60万円を受け取ったことを認めた[35]。
- 6月26日、午前10時開会した市議会は、児玉浩市長、先川和幸議長、水戸真悟副議長、青原敏治議員も出席のもと、議案第45号「安芸高田市副市長定数条例の一部を改正する条例」を欠席議員なしの賛成多数で原案可決し、副市長定数は1人から2人になった[33]。同日午後2時17分、丸刈り頭の児玉浩市長（現金計60万円受領）は記者会見し、「多くの方に心配をかけた。誠に申し訳ない」と陳謝し、進退は「後援会や市民の声を聞いて判断する」とした[36]。また、同日、先川和幸議長（現金20万円受領）、水戸真悟副議長（現金10万円受領）、青原敏治市議（元・副議長）（現金10万円受領）の3人は記者会見し、河井案里陣営の河井克行から現金を受け取ったと明らかにした[37]。
- 7月3日、市議会は臨時会を開き、同日付の児玉浩市長の辞職願を異議なしで可決し、児玉浩市長は就任から3ヵ月半で辞職した[38]。同日、先川議長、水戸副議長が議長および副議長の辞職願を提出し、異議なしで可決され辞任し[24]、後任に山本優が議長に、金行哲昭が副議長に就任し同年11月までの残任期間を務めた[24]。
- 7月17日 - 先川、水戸、青原の3人は河井案里陣営の河井克行から現金を受領した責任をとり議員辞職[39][25]。
- 8月9日 - 児玉浩市長辞職に伴う市長選挙が行われ、元銀行員の石丸伸二が一騎打ちした前副市長を2,732票差で下して初当選し、第4代市長に就任した[40]。
- 11月15日 - 安芸高田市議会議員選挙実施。投票率63.19％。辞職した3人のうちで唯一立候補した先川は得票数725票（得票率約4.89%）で定数16人中10位当選した[41]。
- 11月16日 - 先川は、安芸高田市選挙管理委員会から当選証書を受け取ったのち、庁舎内で報道陣からコメントを求められ、「関係ない、言ようるじゃないか」「ええかげんにせーや」と回答を拒否しそばにいた石丸市長に「なんとかしてーや」と助けを求めたところ、（河井事件の渦中の）先川さんという存在が立候補して選挙に出て当選したとなったらこの騒動になっちゃいますよという趣旨を言うに留めた[42]。「説明してください」と取材する記者と先川が「ちょっとまてや、今の誰やー」「あんた、どこ？」「え？今ワシを蹴ったろうが」（蹴ってません）「じゃあ何しとるんや」（何もしてないですよ）「すな、お前、近くで」となったところで石丸市長は、「市役所内なんで、あまり大声は出さないで下さい」「大声は出さないで下さい、そこだけお願いします」と注意喚起し場を和ませた[42]。

2021年
- 3月10日 - 石丸市長は、4,115人の応募者から選ばれた一般社団法人職員の女性を副市長に充てる人事案を市議会定例会に提出[43]。同人事案は、賛成7、反対8の1票差で否決された[44]（1回目の否決）。
- 6月2日、石丸が副市長選任案を再提案するために招集した臨時会[45]は、副市長選任案は賛成5、反対10の大差で2度目の否決をした[46]。
- 6月29日 - 市議会は、2度否決している公募副市長の人事案について再議（審議のやり直し）を行った[47]。地方自治法に基づき、議決に法令違反があったとする石丸市長の求めに応じたもので、1対14の大差で3度目の否決となった[47]。

2022年
- 1月11日 - 大下正幸を代表とし、議長・宍戸邦夫を含む9人が会派「清志会」を結成。市長に居眠りを指摘された議員や、恫喝と指摘されている議員も含まれている。副市長人事案などに反対しており、「市議会と対立が続く石丸市長をけん制する」反市長派の会派立ち上げである[48]。市議会では2016年12月の改選以降、会派はなかった[49]。

- 3月7日 - 市議会は本会議を開き、副市長の定数を2人から1人に減らす条例改正案を賛成多数で可決し[50]、副市長の定数は1人になり[51]、石丸市長が提案した人物の副市長就任は不可能となった。
- 4月 - 当選1回の南沢克彦と田邊介三の2人が、会派「シセイクラブ」を結成[52]。2名は立候補時に親市長の主張をしている。会派結成後は「我々は親市長会派と言われているが、是々非々である」としている。
- 6月 - 市が「安芸高田市議会の評価について」と題するアンケート調査を任意募集した「市民モニター」で実施し、公表。
- 9月 - 定例会で、市が実施し公表した「議員を評価するアンケート」をめぐり激しい議論が交わされた。「この公表の効果は、“市” にとって、どのような効果があるとお考えか？」、「議会に対して、市民の評価を “見える化” をする。意識の共有を通して市民に市政への積極的な参加を促す」など議員と市長の間で激しい応戦が行われた[53]。

2023年
- 4月 - 「無印良品」を展開する「良品計画」（東京）と市は4月に協定を締結[54]。市内の「道の駅 三矢の里あきたかた」に店舗を開き、地域資源を活用した商品開発などを進めようとしていた[54]。改修の設計費などの関連予算450万円を専決処分で決め、5月に業者と契約を結んだ[54]。
- 6月 - 市は「道の駅 三矢の里あきたかた」の改修工事費3,300万円を盛り込んだ補正予算案を定例議会に提出したが、「市の一方的な執行だ」などと反発の声があがり、議員から改修工事費を除く修正案が提出され可決された[55]。市長は「白紙の状態。責任を取ってほしい」と議会判断を批判した[56]。
- 9月 - 定例会の一般質問で、最大会派「清志会」に所属する山本数博が「この度の質問を行えば今後どのような形で配信されるか分かりません。身の安全を考えこのたびの質問を取り下げさせて頂くことに致しました」として、急遽一般質問を中止した[57]。市議会は「市民に開かれた議会」を目指し2016年から本会議のインターネット中継を始めたが、石丸市長就任後、議員の居眠りを発端に注目が集まり始め、山本は自身の過去の一般質問での発言を編集したものがネット上で公開され、誹謗中傷を受けたとしている。
- 9月25日 - 石丸市長は記者会見で「議会は完全な機能不全になっている」と声明した[58]。
- 9月28日 - 市議会は2年連続で一般会計決算を不認定し閉会した[59][60][61]。

2024年
- 1月29日 - 議会広報特別委員会の協議が行われ、同日、大下議長は、市長が指摘する一般質問の記述は議事録にない、としながらも「（市長）答弁の要約」とする回答書を市長へ届け[62]、「議会だより」の内容は虚偽ではない、という結論を石丸市長に伝えた[63]。
- 1月30日 - 武岡隆文（2期）が議員任期中に三次市内の病院で死去[64]。
- 1月31日 - 石丸市長は臨時記者会見を開き、2024年度当初予算案に「議会だより」発行経費、約150万円（年4回発行）を計上しないと発表した[65][66]。大下議長から「議会だより」訂正などの対応がなかったことから「議会だよりには市民の知るべき情報が載っていない。広報紙で間違ったことを伝えてはいけないというのは大前提で、この正当性が担保されないと捉えたので、議会だよりの予算は落ちる」と説明した[63]。また、石丸は「今後、議会側の出方次第では対応を考える」とした[66]。大下議長は「予算を計上しないことを市民が納得するのか」「市長の権限で予算を削るのはいかがなものか」と主張している[63]。
- 2月6日 - 広島県警は、2023年8月31日から9月2日までの間、SNS上で3回にわたり投稿し安芸高田市議に閲覧させ脅した疑いで、栃木県宇都宮市在住の自営業で元警察官の男を逮捕した[67][68]。被害を受けた市議は議長らと相談し[69]、市議が所属する市議会会派が警察に被害届を提出していた[70]。警察はSNSを解析するなどして容疑者を特定し、逮捕に至った[68]。男と男性市議に面識はなかった[67][68][69]。警察の調べに男は「投稿したのは間違いないが、脅すつもりはなかった。衝動的に投稿してしまった」と供述した[67][68][69][71][72]。大下議長は「逮捕されたので、ひとまず安心だが、X（旧Twitter）やYouTubeへの投稿は、気をつけてほしい。完全に恫喝ですから」と[67]、被害を受けた市議は「冗談半分でSNSに書き込む人もいるが、傷つく人間がいる。家族がいるということを自覚してほしい」「家族も巻き込まれてしまうのが耐えられなかった。軽い気持ちでも二度とやってはいけないと思ってほしい」と[69]、SNS投稿についてメディア取材を通じて訴えた[70]。
- 2月7日 - 市議会 議会運営委員会は14日に臨時会を開くと決めた[73]。山根市議が起こした「どう喝」発言を巡る訴訟で、石丸市長の山根に対する名誉毀損を認定し市に賠償を命じた広島地方裁判所判決を不服として、市が控訴した際の専決処分の承認案を審議する[73]。
- 2月14日 - 市議会は、市が控訴した際の専決処分の承認案について、賛成1、反対12で承認案を否決した[74]。承認されなかったことで控訴を取り下げる法的拘束力はない[75]。
- 3月21日 - 本会議採決で、清志会会派議員が「（市議会）広報誌は審査過程を市民に伝える重要な手段」などと発行予算を追加した修正案を提出し議会側の修正案が可決された[76]。石丸市長は審議のやり直しを求める「再議」を議長に申し入れ、臨時会で再度審議される。
- 3月22日 - 市議会は議会運営委員会を開き、29日に臨時会を開くと決めた[77]。21日の定例会最終日の本会議で可決した2024年度一般会計当初予算案の議員提案の修正案を巡り、石丸市長が議決のやり直しを求めた再議について審議する[77]。
- 3月25日 - 三次区検察は、SNSへの投稿で広島県安芸高田市議会の議員を脅迫した疑いで逮捕された栃木県宇都宮市の元警察官の男性について「情状全般を考慮した」として不起訴処分にした[78]。
- 5月20日 - 石丸は安芸高田市議会大下正幸議長宛てに、6月9日付けで辞職するとの「退職申出書」を提出した[79][80][81][82]。翌5月21日、大下正幸議長は市長の石丸の辞職を安芸高田市選挙管理委員会に通知した[83]。公職選挙法に基づき50日以内に安芸高田市長選が実施される[83]。
- 7月7日 - 市長選で藤本悦志が熊高昌三前市議を2205票差で破り当選。同日、市議補選も行われ、河井事件で2020年に議員辞職した水戸眞悟が返り咲き、新人の小松かすみは初当選した[84]。
- 7月22日 - 市議会が令和6年度予算をめぐって修正案を提案したのは「予算提出権の侵害にあたる」として、石丸前市長が広島県知事に対し申し立てていた審査について、広島県庁は棄却する裁定を行った。
- 9月25日 - 2024年3月の定例会に関する議会広報紙について、4カ月遅れで製本を終え、9月26日から全戸配布することを発表した[85]。
- 10月1日 - 最大会派「清志会」（7人）が解散した[86]。
- 11月17日投開票。投票率は59・38%、過去最低を記録した[12][87]。

2025年
- 1月に武岡隆文元市議の妻が死去していたことが報じられた[88]。

## 選挙

### 2024年安芸高田市議会議員選挙
2024年11月17日執行　当日有権者数：21,912人　最終投票率：59.38%　定数：16人　立候補者数：20人
| 順位 | 当落 | 候補者名   | 年齢 | 所属党派                                              | 会派         | 新旧別 | 当選期数 | 得票数    |
| ---- | ---- | ---------- | ---- | ----------------------------------------------------- | ------------ | ------ | -------- | --------- |
| 1    | 当   | 熊高昌三   | 70   | 無所属                                                | 無所属       | 元     | 7期      | 1,124.711 |
| 2    | 当   | 新田和明   | 60   | 公明党                                                | 無所属       | 現     | 3期      | 1,057     |
| 3    | 当   | 浅枝くみ子 | 54   | 無所属                                                | 無所属       | 新     | 1期      | 1,042     |
| 4    | 当   | 小松かすみ | 52   | 無所属                                                | 無所属       | 現     | 2期      | 0931      |
| 5    | 当   | 熊高慎二   | 46   | 無所属                                                | 無所属       | 新     | 1期      | 0870.288  |
| 6    | 当   | 佐々木智之 | 36   | 無所属                                                | 無所属       | 新     | 1期      | 0764      |
| 7    | 当   | 児玉史則   | 68   | 無所属                                                | 無所属       | 現     | 5期      | 0699      |
| 8    | 当   | 秋田雅朝   | 68   | 無所属                                                | 無所属       | 現     | 7期      | 0666      |
| 9    | 当   | 山本数博   | 75   | 無所属                                                | 無所属       | 現     | 2期      | 0641      |
| 10   | 当   | 金行哲昭   | 74   | 無所属                                                | 無所属       | 現     | 7期      | 0633      |
| 11   | 当   | 南沢克彦   | 48   | 無所属                                                | シセイクラブ | 現     | 2期      | 0593      |
| 12   | 当   | 大下正幸   | 73   | 無所属                                                | 無所属       | 現     | 5期      | 0591      |
| 13   | 当   | 石飛慶久   | 67   | 無所属                                                | 無所属       | 現     | 5期      | 0583      |
| 14   | 当   | 山根温子   | 68   | 無所属                                                | 無所属       | 現     | 5期      | 0505      |
| 15   | 当   | 宍戸邦夫   | 77   | 無所属                                                | 無所属       | 現     | 6期      | 0499      |
| 16   | 当   | 益田一麿   | 31   | 無所属                                                | 無所属       | 新     | 1期      | 0453      |
| 17   | 落   | 田邊介三   | 48   | 無所属                                                | シセイクラブ | 現     | （1期）  | 0445      |
| 18   | 落   | 山本優     | 78   | 無所属                                                | 無所属       | 現     | （5期）  | 0426.999  |
| 19   | 落   | 栗栖伸明   | 46   | 無所属                                                |              | 新     |          | 0363      |
| 20   | 落   | 森谷公昭   | 69   | 「浜田市職員飲酒運転」を もみ消した久保田市長を裁く党 |              | 新     |          | 022       |

### 2024年安芸高田市議会議員補欠選挙
2024年7月7日執行　当日有権者数：21,995人　最終投票率：57.98%　定数：2人　立候補者数：3人
※武岡隆文の死去、熊高昌三の辞職（市長選出馬準備）により市長選挙の便乗選挙として実施。
| 順位 | 当落 | 候補者名   | 年齢 | 所属党派 | 会派 （当選後） | 新旧別 | 当選期数 | 得票数 |
| ---- | ---- | ---------- | ---- | -------- | --------------- | ------ | -------- | ------ |
| 1    | 当   | 小松かすみ | 52   | 無所属   | 無所属          | 新     | 1期      | 7,871  |
| 2    | 当   | 水戸眞悟   | 75   | 無所属   | 無所属          | 元     | 4期      | 3,187  |
| 3    | 落   | 竹島敏彦   | 66   | 無所属   |                 | 新     |          | 0797   |

### 2020年安芸高田市議会議員選挙
2020年11月15日執行　当日有権者数：23,668人　最終投票率：63.19%　定数：16人　立候補者数：18人
| 順位 | 当落 | 候補者名 | 年齢 | 所属党派 | 会派 （当選後） | 新旧別 | 当選期数 | 得票数    |
| ---- | ---- | -------- | ---- | -------- | --------------- | ------ | -------- | --------- |
| 1    | 当   | 南沢克彦 | 44   | 無所属   | シセイクラブ    | 新     | 1期      | 1,587     |
| 2    | 当   | 山本数博 | 71   | 無所属   | 清志会          | 新     | 1期      | 1,246.557 |
| 3    | 当   | 新田和明 | 56   | 公明党   | 清志会          | 現     | 2期      | 1,160     |
| 4    | 当   | 大下正幸 | 69   | 無所属   | 清志会          | 現     | 4期      | 1,116     |
| 5    | 当   | 武岡隆文 | 65   | 無所属   | 清志会          | 現     | 2期      | 1,002     |
| 6    | 当   | 田邊介三 | 44   | 無所属   | シセイクラブ    | 新     | 1期      | 0876      |
| 7    | 当   | 児玉史則 | 64   | 無所属   | 清志会          | 現     | 4期      | 0845      |
| 8    | 当   | 山根温子 | 64   | 無所属   | 清志会          | 現     | 4期      | 0798      |
| 9    | 当   | 秋田雅朝 | 64   | 無所属   | 無所属          | 現     | 6期      | 0733      |
| 10   | 当   | 先川和幸 | 73   | 無所属   | 清志会          | 元     | 4期      | 0725      |
| 11   | 当   | 芦田宏治 | 68   | 無所属   | 無所属          | 現     | 2期      | 0714      |
| 12   | 当   | 石飛慶久 | 63   | 無所属   | 無所属          | 現     | 4期      | 0709      |
| 13   | 当   | 宍戸邦夫 | 73   | 無所属   | 清志会          | 現     | 5期      | 0656      |
| 14   | 当   | 山本優   | 74   | 無所属   | 清志会          | 現     | 5期      | 0654.442  |
| 15   | 当   | 熊高昌三 | 66   | 無所属   | 無所属          | 現     | 6期      | 0581      |
| 16   | 当   | 金行哲昭 | 70   | 無所属   | 無所属          | 現     | 6期      | 0573      |
| 17   | 落   | 益田博志 | 71   | 無所属   |                 | 新     |          | 0506      |
| 18   | 落   | 大野恵子 | 64   | 無所属   |                 | 新     |          | 0325      |

## 関連テレビ番組
- ドキュメント広島『#新人市長と議会のオキテ ～“つぶやき”が生んだ混乱～』（2021年5月3日0：30 - 1：00（2日24：30 - 25：00）、広島ホームテレビ）
- テレメンタリー2021『#つぶやき市長と議会のオキテ 〜400日の“議論”の行方〜』（2021年11月11日3：30 - 4：00（10日27：30 - 28：00）、テレビ朝日）
- ドキュメント広島SP『#つぶやき市長と議会のオキテ 〜そこに“議論”はあるか〜』（2022年3月28日1：05 - 2：05（27日25：05 - 26：05）、広島ホームテレビ）
- ドキュメント広島 『1min.安芸高田 〜つぶやき市政と市民のホンネ〜』（2024年7月15日1：40 -（14日25：40-）、広島ホームテレビ）

## 関連映画作品
- ドキュメンタリー映画『＃つぶやき市長と議会のオキテ【劇場版】』（2024年5月25日公開）
- 映画『掟』（2024年8月30日公開、企画 ：奥山和由）